# دلک‌داش (میاندوآب)
دلک‌داش (میاندوآب)، روستایی از توابع بخش مرکزی شهرستان میاندوآب در استان آذربایجان غربی ایران است. در زبان ترکی، نام این روستا به صورت دلیک‌داش تلفظ می‌شود.

## جمعیت
این روستا در دهستان مکریان شمالی قرار دارد و براساس سرشماری مرکز آمار ایران در سال ۱۳۸۵، جمعیت آن ۳۳۵ نفر (۷۴ خانوار) بوده‌است.